# 津金胤久
津金 胤久（つがね たねひさ）は、戦国時代から江戸時代の武将。

## 生涯
津金氏は甲斐国巨摩郡津金を名字の地とする武士で、代々同国の武田氏に仕えた。父胤時も武田信玄・勝頼の2代に仕えたが、天正3年（1575年）の長篠の戦いで戦死した。
最初は父と同じく武田勝頼に仕えたが、天正10年（1582年）に武田氏が滅ぶと、天正壬午の乱が起こり、関東の北条氏直が信濃国に侵攻を始めた。津金領は信濃に近かったが、胤久は兄の小尾祐光と結託して徳川家康に人質を出して臣従し、駿河国内に所領を与えられた。同年の北条軍との対陣では先鋒を務めて武功を上げた。この功により本領安堵に加えて信濃・上野などに加増を受けて450貫文を領し、以後は兄とともに信濃平定に転戦する。一時、牧野康成の幕下となって尾張一宮城に入ったが、天正13年（1585年）上田合戦には従軍し、兄や小池信胤と共に味方の撤退を助けて賞された。天正18年（1590年）小田原征伐では岩槻城攻めで活躍。天正19年（1591年）九戸政実の乱では岩出山城まで出張。慶長5年（1600年）関ヶ原の戦いの際には中山忠重とともに出羽山形城の最上義光への使者を務め、その後は徳川秀忠の軍に加わった。慶長8年（1603年）家督を長男の胤卜に譲り、尾張藩の徳川義直の配下となった。なお尾張藩士としては三男信久の家系が続いた。子孫に新田開発で知られる津金胤臣がいる。